# Niels Finsens gøta

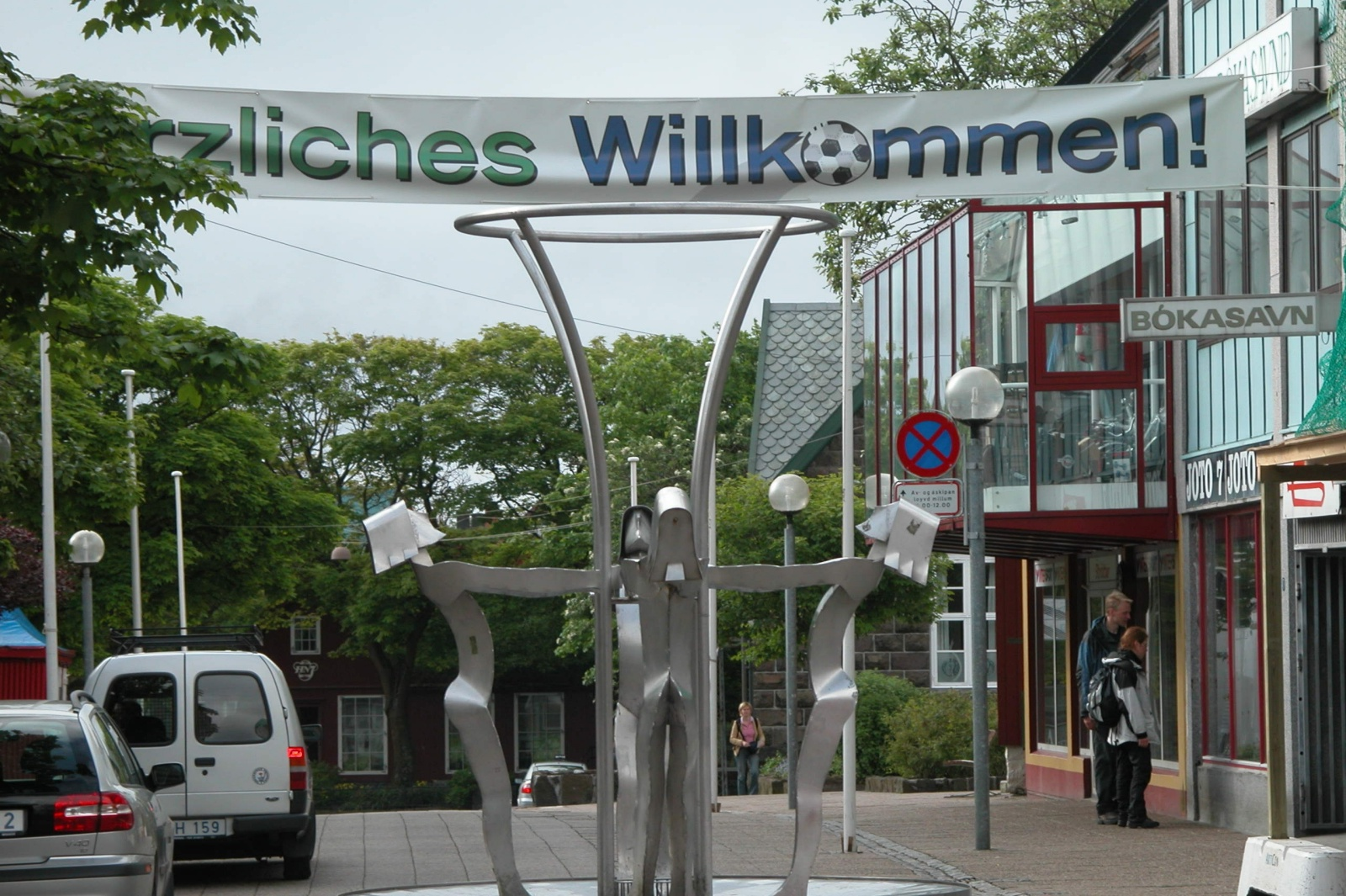
Die Niels Finsens gøta war 2003 anlässlich des Spiels der deutschen Fußballnationalmannschaft gegen die färöische Elf mit einem Transparent auf Deutsch geschmückt, das Spieler, Journalisten und Fans begrüßte. Rechts sieht man die Stadtbücherei, im Vordergrund den Springbrunnen von Fritjof Joensen, und im Hintergrund H.N. Jacobsens Buchhandlung.

Die Niels Finsens gøta ist die einzige Fußgängerzone auf den Färöern. Sie liegt im Zentrum der Hauptstadt Tórshavn und ist nach dem berühmtesten Sohn der Stadt, dem Medizin-Nobelpreisträger Niels Ryberg Finsen benannt.
Die Straße wurde um 1900 als Nyvej (Neuweg) angelegt und erhielt kurz nach Finsens Tod 1904 dessen Namen.
In der Fußgängerzone finden sich neben diversen Geschäften das 1894 erbaute Rathaus der Kommune Tórshavn, die Stadtbücherei sowie an deren südlichem Ende die Touristeninformation. Dieses Geschäftszentrum erstreckt sich auch auf die Seitenstraßen.
Am östlichen Ende liegt der Marktplatz Vaglið mit dem Løgtingsgebäude und dem traditionsreichen H.N. Jacobsens Bókhandil. Sowohl die Fußgängerzone als auch der Platz sind  zentraler Schauplatz der Paraden, Reden, Konzerte und Tänze zur Ólavsøka und anderen Feierlichkeiten.
Entlang der Fußgängerzone und am Platz befinden sich eine Reihe sehenswerter Skulpturen von: 
- Hans Pauli Olsen – „Álvagentan“, eine Elfenfigur nach William Heinesen von  2000 und „Traðamaðurin“ 1989
- Tróndur Patursson – Springbrunnen, 1992
- Jens Peter Kellermann – Statue von Hans Andrias Djurhuus, 1991
- Fritjof Joensen – Springbrunnen 1983
- Janus Kamban – „Mann und Frau“, 1971, „der Erzähler“ von 1956
- Anne Marie Carl-Nielsen – Büste von R.C. Effersøe, 1933.

Koordinaten: 62° 0′ 38″ N, 6° 46′ 20,9″ W